# (185150) Panevezys
(185150) Panevezys ist ein Asteroid des mittleren Hauptgürtels, der von dem litauischen Astronomen Kazimieras Černis am 23. September 2006 am Astronomischen Observatorium Molėtai im nordostlitauischen Molėtai im Bezirk Utena (IAU-Code 152) entdeckt wurde. Sichtungen des Asteroiden hatte es vorher schon am 17. und 23. März 2004 unter der vorläufigen Bezeichnung 2004 FB74 an der auf dem Kitt Peak gelegenen Außenstation des Steward Observatory gegeben.
Der Asteroid wurde am 27. Mai 2010 nach der litauischen Stadt Panevėžys benannt.